# Stream Team
Stream Team var fra slut 2013 - maj 2017 et fast ugentligt program på Radio 24syv. Værterne Kasper Lundberg og Frederik Dirks Gottlieb talte hver uge, med en gæst, om hvad den overvældende bølge af serier siger om vores tid og samfund. 
Gæsterne tæller komikere til at tale om komedieserier og stand up, politikere og debattører udfolde seriernes politiske potentiale og fagnørder som f.eks. filminstruktører til komme i dybden med, hvordan tingene bliver lavet.  
Listen af gæster tæller bl.a. Anders Lund Madsen og hans søn Storm,, Tv vært Ane Cortzen, DRs dramachef Piv Bernth, debattør og feminist Emma Holten, politikere som Manu Sareen og Johanne Schmidt Nielsen, kulturkritiker Lucia Odoom, skuespiller Paprika Steen, instruktør Cav Bøgelund, og komikerne som Michael Schøt, Lasse Rimmer og Sanne Søndergaard.
Da Stream Team stoppede på 24syv efter fire år, startede de to værter programmet Den Sorte Boks på DR P3, hver søndag. Kasper og Frederik har også tidligere lavet tv-programmet Serieland på TV2, hvor de anmeldte tv-serier.